# Supercoupe d'Algérie de football 2007
Navigation
Supercoupe d'Algérie 2006 Supercoupe d'Algérie 2013

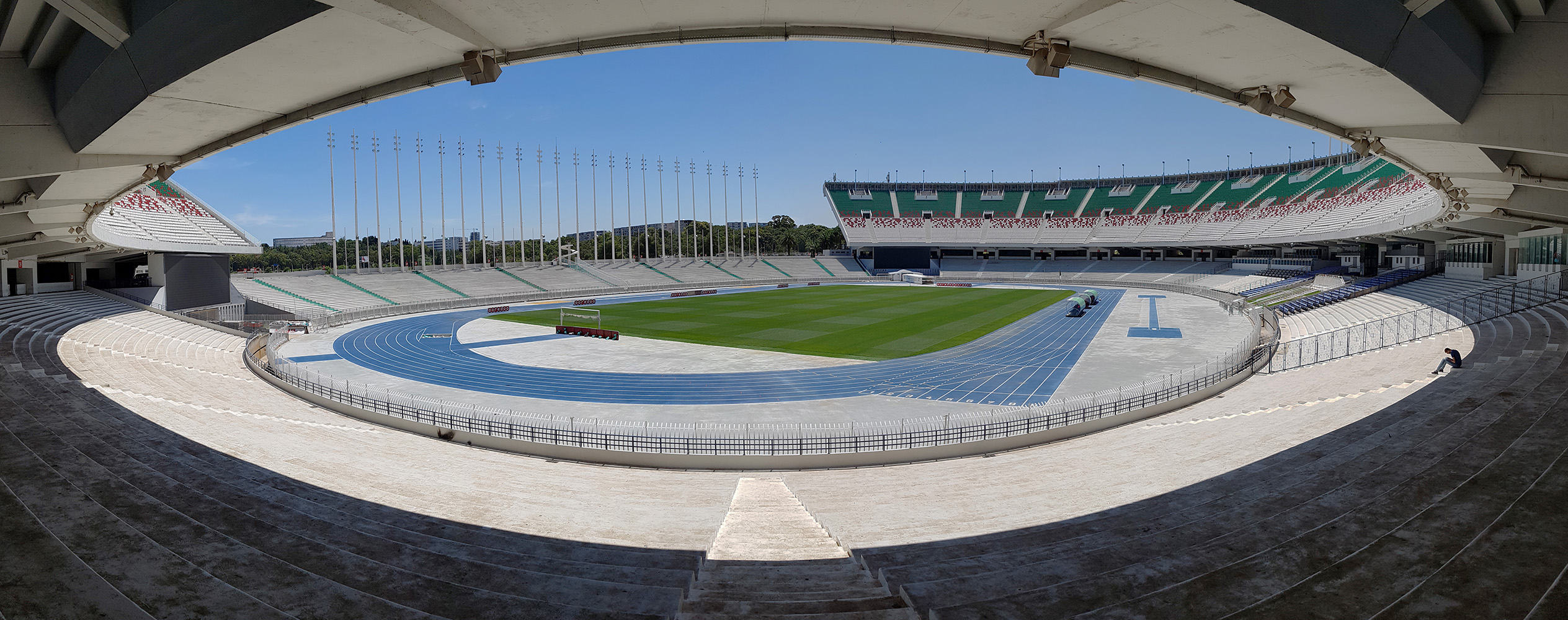

La Supercoupe d'Algérie de football 2007 est la sixième édition de la Supercoupe d'Algérie de football. Le match oppose l'ES Sétif, championne d'Algérie en titre au détenteur de la Coupe d'Algérie, le MC Alger.

## Résumé du match

### Feuille de match
| Entraîneur :                                         |
| Enrico Fabbro Entraîneur Adjoint : Abdelouahab Zenir |

| Entraîneur :     |
| Noureddine Saâdi |

| Entraîneur :                                         |
| Enrico Fabbro Entraîneur Adjoint : Abdelouahab Zenir |

| Entraîneur :     |
| Noureddine Saâdi |

### Autour du match
- Hamza Koudri élu meilleur joueur du match.
- Enrico Fabbro démissionne, Fabbro remplacé par le coordinateur technique Zenir Abdelouahab qui a choisi l'entraîneur des juniors Mekhazni Mohamed pour le seconder en attendant un nouvel entraîneur.